# Ясна Поляна (Новгород-Сіверський район)
Ясна Поля́на —  село в Україні, у Новгород-Сіверській міській громаді Новгород-Сіверського району Чернігівської області. Населення становить до війни станрвило 12 осіб. До 2020 орган місцевого самоврядування — Бучківська сільська рада.
Станом на кінець 2024 року в селі не залишилося жителів, всі виїхали через постійні обстріли.

## Історія
12 червня 2020 року, відповідно до розпорядження Кабінету Міністрів України № 730-р «Про визначення адміністративних центрів та затвердження територій територіальних громад Чернігівської області», увійшло до складу Новгород-Сіверської міської громади.
19 липня 2020 року, в результаті адміністративно-територіальної реформи та ліквідації колишнього Новгород-Сіверського району, село увійшло до новоствореного Новгород-Сіверського району Чернігівської області.
4 липня 2023 року російські терористи 10 разів відкривали вогонь у бік Чернігівщини. Стріляли із мінометів, САУ та «градів». Всього нарахували майже 110 вибухів. Під вогнем була територія біля сіл Ясна Поляна, Гремʼяч, Буда Воробʼївська, Михальчина Слобода Новгород-Сіверської громади, сіл Зоря, Карповичі, Тимоновичі, Семенівської громади, а також сіл Містки та Клюси Сновської громади.
30 квітня 2024 року зафіксовано два приходи, ймовірно, зі ствольної артилерії російського агресора. 